# 赤井駅
赤井駅（あかいえき）は、福島県いわき市平赤井にある、東日本旅客鉄道（JR東日本）磐越東線の駅である。

## 概要
石炭採掘が盛んなころは当駅からも石炭積み出しが行われ、活気のある駅であった。今はいわき市郊外の小集落に面する小駅である。当駅以西（正確には常磐線との併走が終わる前後のいわき駅起点1キロメートル地点から）は東北本部管轄である。かつては水戸支社管轄だった。

## 歴史
- 1915年（大正4年）7月10日：開業[1][3]。
- 1972年（昭和47年）10月2日：貨物の取り扱いを廃止[4]。
- 1984年（昭和59年）2月1日：荷物の扱いを廃止[4]。
- 1985年（昭和60年）3月14日：無人化[5]。同時に棒線化し、駅舎側の線路を撤去[2]。
- 1987年（昭和62年）4月1日：国鉄分割民営化により、東日本旅客鉄道の駅となる[3]。
- 2016年（平成28年）4月1日：三春駅の業務委託化により、管理駅を郡山駅に変更。
- 2018年（平成30年）1月：駅舎を改築。
- 2024年（令和6年）10月1日：えきねっとQチケのサービスを開始[1][6]。

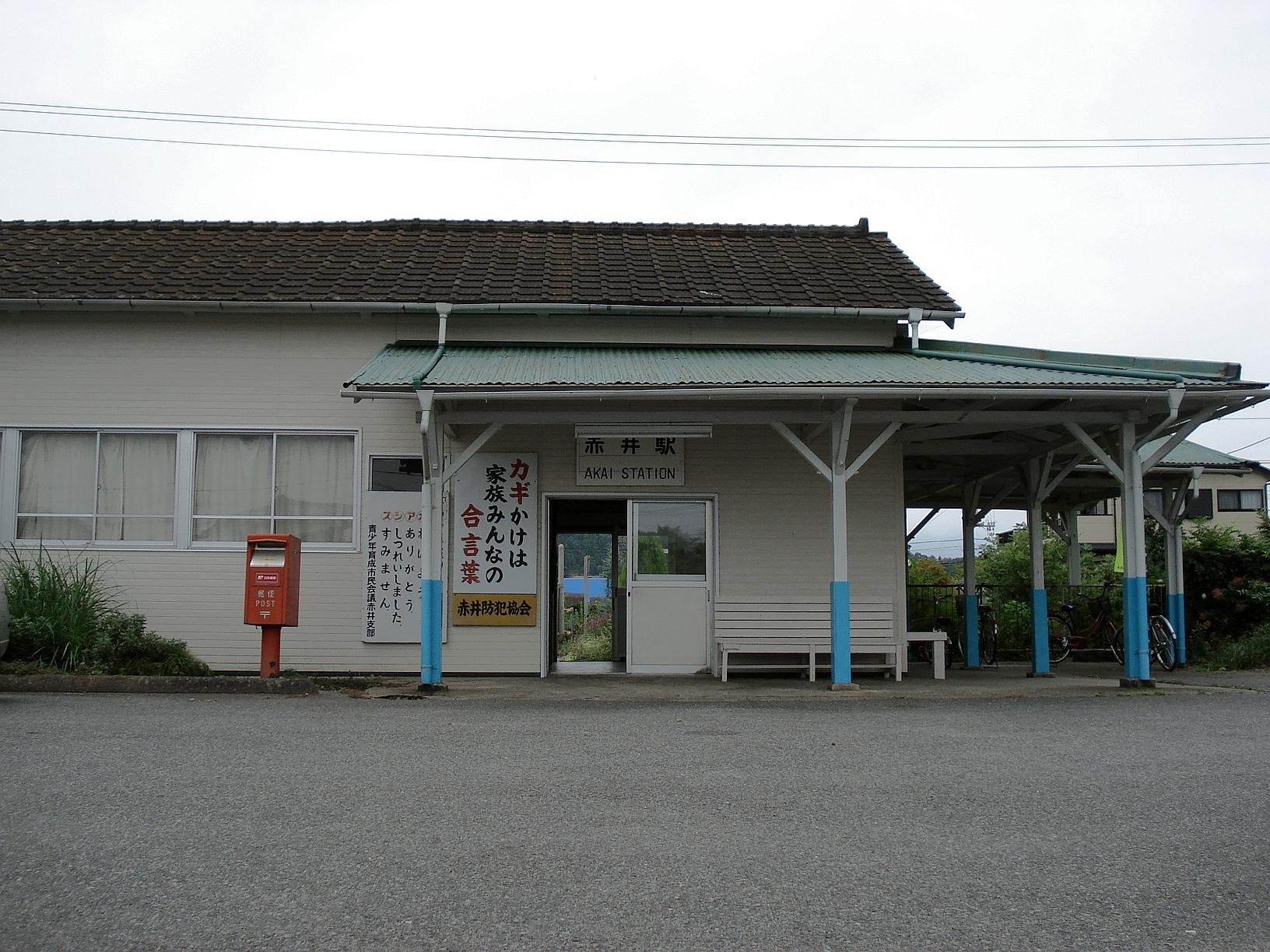
旧駅舎（2008年8月）
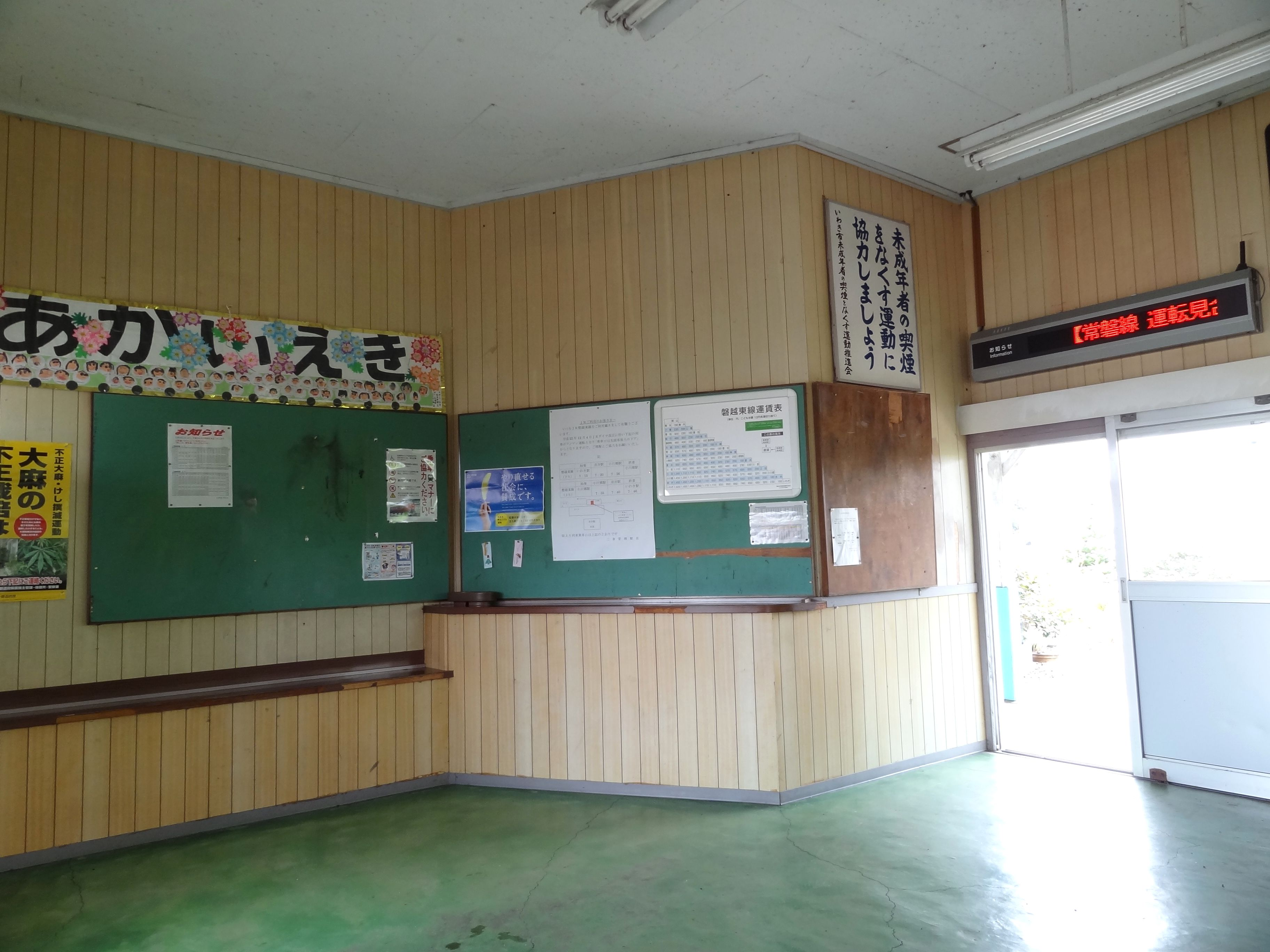
旧駅舎待合室（2011年8月）

## 駅構造
単式ホーム1面1線を有する地上駅である。1986年（昭和61年）までは島式ホーム1面2線を有した。
単式ホームとして運営されるようになってからは無人駅となっている。郡山駅が当駅を管理している。2017年（平成29年）まで木造駅舎があり、駅員が常駐していたころの名残を残していたが、2017年（平成29年）10月から2018年（平成30年）1月にかけて改築された。

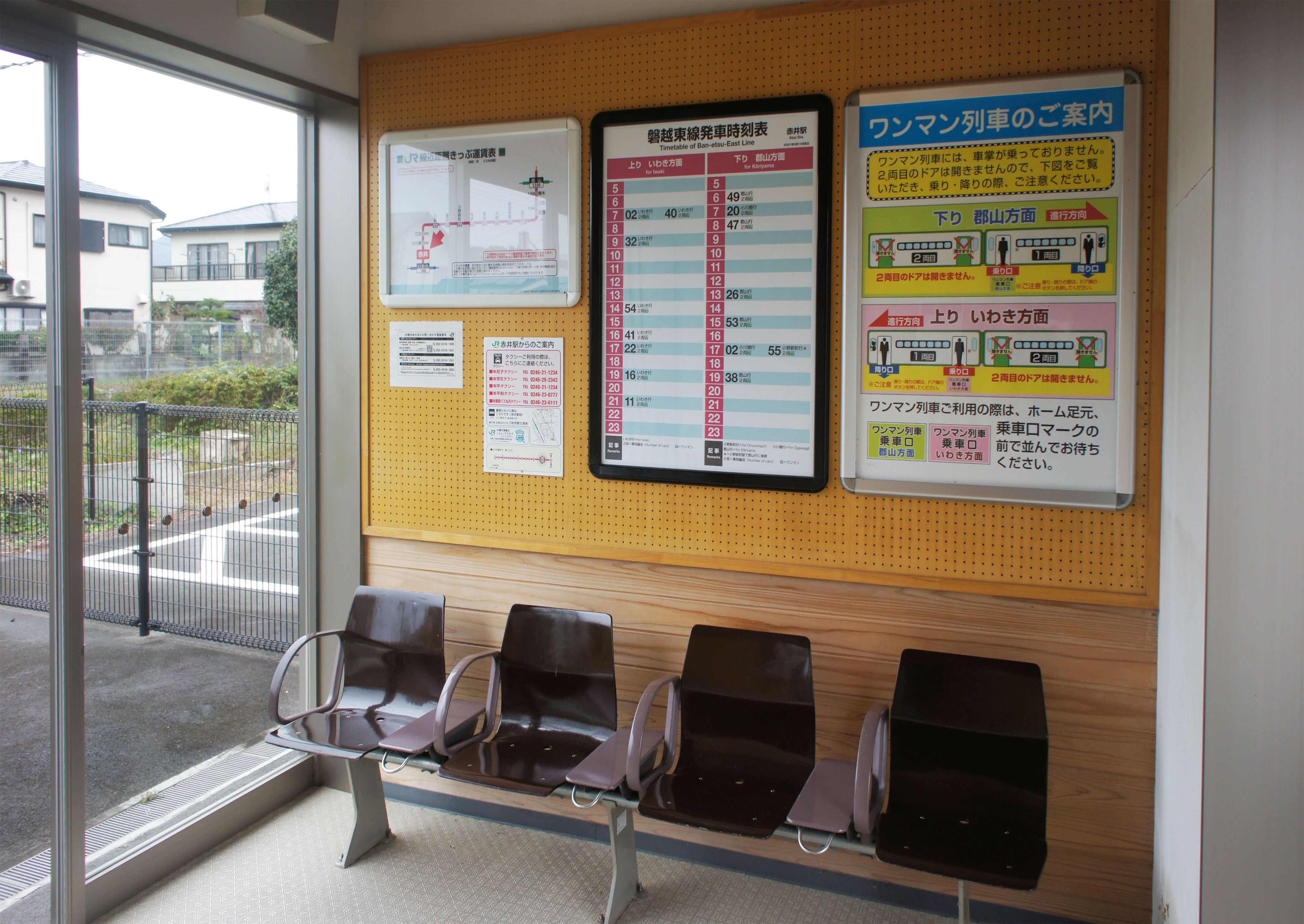
待合室（2021年10月）
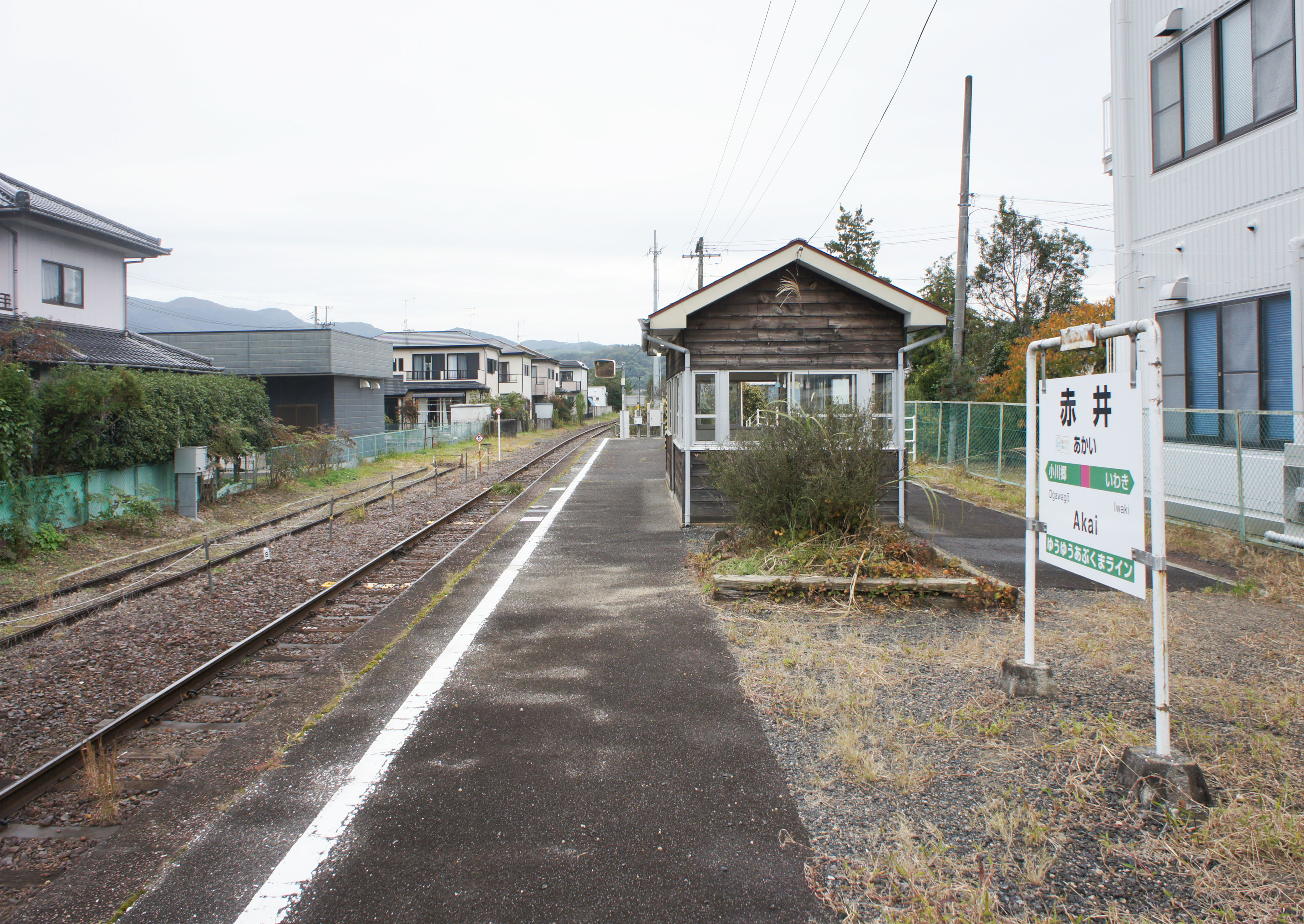
ホーム（2021年10月）

## 利用状況
2000年度（平成12年度）- 2004年度（平成16年度）の1日平均乗車人員の推移は以下のとおりであった。
| 乗車人員推移       | 乗車人員推移     | 乗車人員推移 |
| 年度               | 1日平均 乗車人員 | 出典         |
| ------------------ | ---------------- | ------------ |
| 2000年（平成12年） | 145              | [ 7 ]        |
| 2001年（平成13年） | 134              | [ 8 ]        |
| 2002年（平成14年） | 126              | [ 9 ]        |
| 2003年（平成15年） | 120              | [ 10 ]       |
| 2004年（平成16年） | 115              | [ 11 ]       |

## 駅周辺

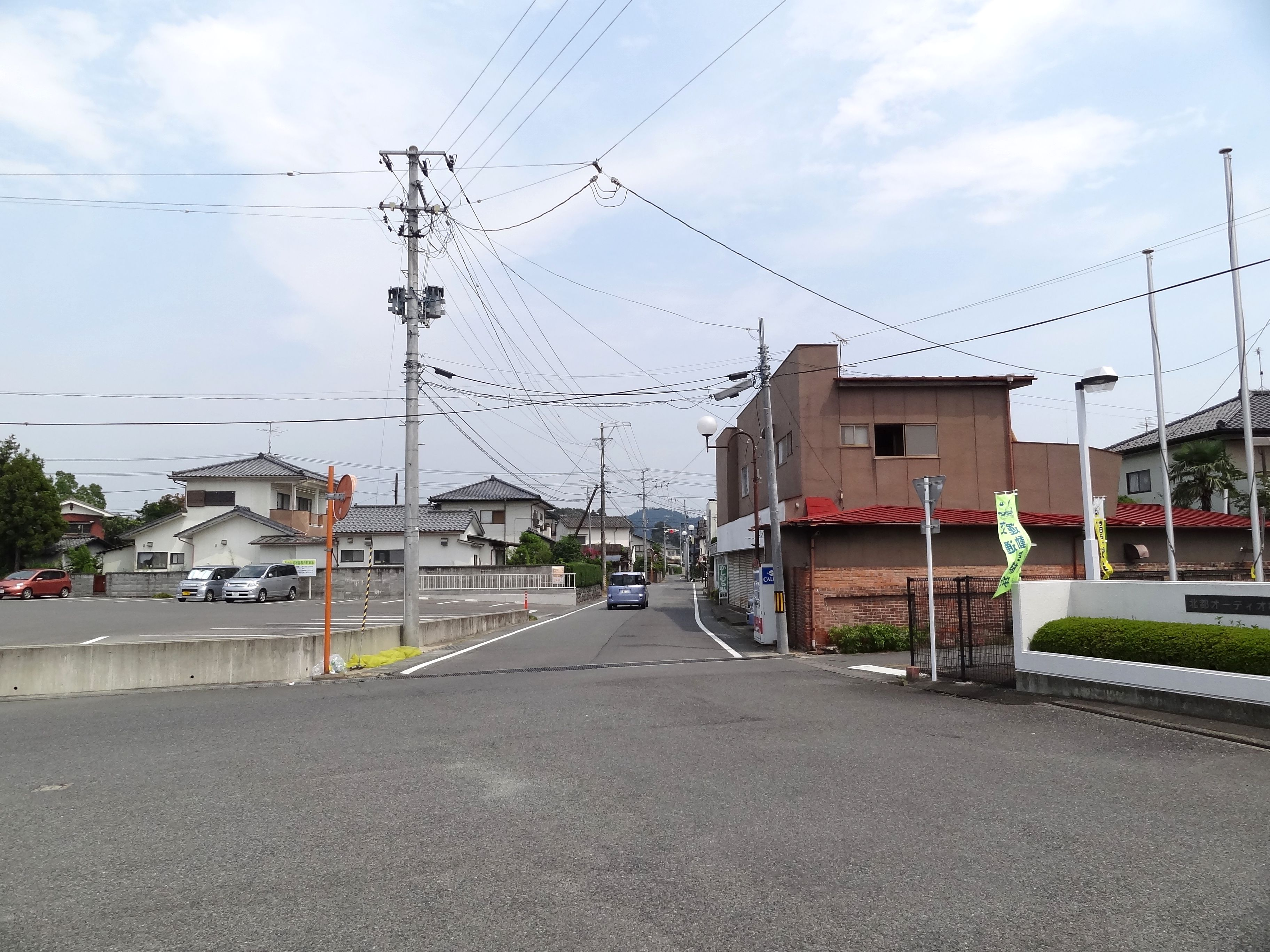
駅前

- 福島県道248号小川赤井平線
- 茨原川
- 夏井川
- 赤井郵便局
- あかい幼稚園
- はと保育園
- 赤井小学校
- 新常磐交通「赤井駅前」停留所

## 隣の駅
東日本旅客鉄道（JR東日本）
■磐越東線
いわき駅 - 赤井駅 - 小川郷駅